# Megachile deanii
Megachile deanii är en biart som beskrevs av Rayment 1935. Megachile deanii ingår i släktet tapetserarbin, och familjen buksamlarbin. Inga underarter finns listade i Catalogue of Life.